# Jan van Ossenbruggen
Jan van Ossenbruggen (Wormerveer, 5 oktober 1939 – Hoorn, 20 mei 2021) was een Nederlandse muziekpedagoog en dirigent.

## Levensloop
Van Ossenbruggen werd in een muzikale familie geboren. Zijn vader Henk van Ossenbruggen was freelance trompettist. Zijn moeder Hennie van Ossenbruggen was klarinettiste. Al op jeugdige leeftijd kwam hij onder andere met de componist Pi Scheffer samen, die toen leider van het orkest Skymasters was. In het laatste jaar van de middelbare school volgde hij al de lessen aan het Amsterdams Conservatorium. Die opleiding duurde vijf jaar, maar binnen drie jaar was hij afgestudeerd als trompettist en pianist.
Als freelance trompettist speelde hij onder andere in het Concertgebouworkest onder leiding van gastdirigent Leonard Bernstein.
Van Ossenbruggen kreeg aan het Conservatorium van Amsterdam ook lessen voor orkestdirectie bij Felix Hupka.
Hij begon zijn militaire loopbaan in 1958 als trompettist bij de Marinierskapel der Koninklijke Marine. In 1959 werd hij eveneens als trompettist ingedeeld bij de Koninklijke Militaire Kapel.
Gedurende zes jaar, van 1960 tot 1966, was hij bij de kapel werkzaam als solotrompettist. Vele malen trad hij op als solist, onder andere bij de doopplechtigheid van prins Willem-Alexander in de Grote of Sint Jacobskerk in Den Haag op 2 september 1967.
Nadat hij aan het Koninklijk Conservatorium voor muziek te Den Haag het diploma directie harmonie en fanfare had behaald, volgde in 1966 bevordering tot kapelmeester van de Koninklijke Militaire Kapel. In 1972 werd hij bevorderd tot tweede luitenant en aangesteld als onderdirecteur van de kapel. In 1974 werd hij overgeplaatst naar de Johan Willem Friso Kapel teneinde de met leeftijdsontslag vertrekkende directeur van de kapel in diens functie op te volgen.
Op 1 maart 1978 werd hij kapitein-directeur van de Koninklijke Militaire Kapel. Hij bleef in deze functie tot 31 maart 1986. In hetzelfde jaar werd hij aangesteld tot Inspecteur Militaire Muziek Kon. Landmacht en in 1989 volgde zijn bevordering tot Inspecteur Militaire Muziek Krijgsmacht in de rang van luitenant-kolonel.
Ook in het muziekonderwijs, zowel met amateurs als in de vakopleiding, bekleedde hij belangrijke functies. Zo werd hij 1975 aangesteld als leraar trompet aan het Amsterdams Conservatorium voor Muziek. Van 1975 tot maart 1978 was hij directeur van de muziekschool West-Friesland. Deze school groeide gedurende deze jaren uit tot de grootste muziekschool ten noorden van het Noordzeekanaal. Hij was ook docent aan het Koninklijk Conservatorium te Den Haag, aan het Brabants Conservatorium in Tilburg, aan het Amsterdams Conservatorium te Amsterdam, aan het ArtEZ Conservatorium te Enschede en aan het Conservatorium Maastricht te Maastricht.
Van Ossenbruggen was van 1998 tot 2006 in zijn woonplaats Hoorn lid van de gemeenteraad voor de VVD.
In 2008 werd hij benoemd tot Ridder in de Orde van Oranje-Nassau.

## Publicaties
- Jan van Ossenbruggen, Van pijperfluit tot symfonisch blaasorkest. Molenaar 1997. ISBN 90-70628-36-8.